# Nick Mullens
Nicholas Clayton Mullens, detto Nick (Hoover, 21 marzo 1995), è un giocatore di football americano statunitense che milita nel ruolo di quarterback per i Jacksonville Jaguars della National Football League (NFL).

## Carriera

### San Francisco 49ers

#### Stagione 2017
Dopo non essere stato scelto nel Draft NFL 2017, Mullens firmò come undrafted free agent con i San Francisco 49ers il 4 maggio 2017. Non rientrò nel roster attivo iniziale e fu svincolato il 2 settembre 2017, firmando con la squadra di allenamento il giorno successivo, passandovi tutta la sua prima stagione.

#### Stagione 2018
Anche all'inizio della nuova stagione Mullens non riuscì a rientrare nel roster attivo e il 1º settembre 2018 Mullens fu svincolato dai 49ers, firmando nuovamente per la squadra di allenamento il giorno seguente. Fu promosso nel roster attivo il 26 settembre dopo che il titolare Jimmy Garoppolo si ruppe il legamento crociato anteriore.

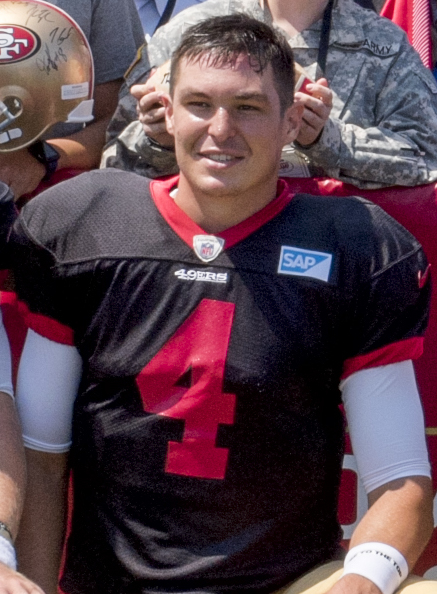
Mullens nel 2018

Mullens fu nominato titolare per la gara del nono turno contro gli Oakland Raiders dopo l'infortunio del sostituto di Garoppolo, C.J. Beathard. Nel suo debutto professionistico, iniziò il primo drive completando tutti i primi 6 passaggi, per 76 yard e un touchdown. Concluse la sfida con 16 passaggi completati su 22 per 262 yard, 3 touchdown e nessun intercetto subito nella vittoria per 34–3. Il suo passer rating di 151,9 fu il migliore dal 1970 per un quarterback con almeno 20 passaggi tentati al debutto. Fu inoltre il primo giocatore nella storia dei 49ers a lanciare 3 touchdown nella prima gara con la squadra. Seguirono tre sconfitte consecutive finché riportò la squadra alla vittoria nel 14º turno contro i Denver Broncos passando 332 yard, due touchdown e subendo un intercetto.

#### Stagione 2019
Nel 2019 Mullens fu la riserva del ristabilito Garoppolo, entrando in gioco per pochi minuti solo nella partita della settimana 8 contro i Carolina Panthers vinta per 51–13. A fine stagione i 49ers raggiunsero il Super Bowl LIV dove furono sconfitti dai Kansas City Chiefs.

#### Stagione 2020
Il 5 marzo 2020 Mullens prolungò di un anno il suo contratto con i 49ers. Nel secondo turno della stagione 2020 Mullens subentrò all'infortunato Garoppolo nel secondo tempo della vittoria sui New York Jets per 31-13 in cui completò 8 passaggi su 11 per 71 yard e un intercetto. La settimana successiva partì come titolare contro i New York Giants portando la squadra alla vittoria per 36-9. Garoppolo riprese il suo posto nella settimana 5 ma si infortunò nuovamente nella settimana 7 e Mullens tornò titolare. Lo rimase fino alla settimana 15, dopo di che fu annunciato che la sua stagione sarebbe terminata in anticipo a causa di un infortunio a un gomito.. La sua annata si chiuse con 2.437 yard passate, 12 touchdown e 12 intercetti in 10 presenze.

### Philadelphia Eagles
Il 14 giugno 2021 Mullens firmò un contratto di un anno con i Philadelphia Eagles ma fu poi svincolato il 28 agosto 2021.

### Cleveland Browns
Il 1º settembre 2021 Mullens firmò con la squadra di allenamento dei Cleveland Browns. In stagione Mullens giocò una sola partita, nella settimana 15 contro i Las Vegas Raiders persa 16–14, in cui erano assenti sia il quarterback titolare Baker Mayfield che quello di riserva Case Keenum, entrambi bloccati dal COVID-19.

### Las Vegas Raiders
Il 4 aprile 2022 Mullens firmò con i Las Vegas Raiders come riserva di Derek Carr.

### Minnesota Vikings
Il 22 agosto 2022 Mullens fu scambiato dai Raiders con i Minnesota Vikings per una scelta condizionale del 7º giro del Draft NFL 2024. Mullens passò la stagione come riserva di Kirk Cousins, subentrandogli nella gara del 17º turno, la sconfitta 17-41 contro i Green Bay Packers, dove lanciò per 57 yard e un touchdown.
Il 14 marzo 2023 Mullens firmò un'estensione biennale con i Vikings.
Durante la stagione 2023, l'11 ottobre 2023 fu spostato in lista riserve/infortunati per poi essere reinserito nel roster attivo il 18 novembre 2023. Nel 14º turno Mullens nel secondo tempo sostituì per scelta tecnica il titolare Joshua Dobbs, portando i Vikings a convertire tre primi down e a segnare gli unici punti della partita, vinta per 3-0 contro i Las Vegas Raiders. Dopo questa prestazione Mullens fu scelto come titolare per la gara della settimana successiva contro i Cincinnati Bengals. In quella partita passò 303 yard e 2 touchdown, perdendo solo ai tempi supplementari. Fu confermato come titolare anche per la sfida del turno seguente contro i rivali di division dei Detroit Lions, in cui passò 411 yard ma compì anche diversi errori, subendo quattro intercetti, incluso quello decisivo nel finale di partita che diede la vittoria agli avversari. Per la gara successiva, la sfida con Green Bay, giocò titolare Jaren Hall ma arrivati ad uno svantaggio di 20 punti alla fine del primo tempo i Vikings richiamarono in campo Mullens che nel secondo tempo lanciò 13 completi su 22 per 113 yard e un touchdown con un passer rating di 87,9, con la partita conclusa con una sconfitta per 10 a 33. Mullens fu nominato titolare per la successiva gara, la partita finale della stagione regolare contro i Detroit Lions, con Minnesota che perse la quarta gara consecutiva in una prestazione di alti e bassi per il quarterback.

### Jacksonville Jaguars
Il 12 marzo 2025 Mullens firmò con i Jacksonville Jaguars.

## Palmarès
- National Football Conference Championship: 1

San Francisco 49ers: 2019

## Statistiche

### Stagione regolare
| 2017   | SF     | 0  | 0  | in squadra si allenamento | in squadra si allenamento | in squadra si allenamento | in squadra si allenamento | in squadra si allenamento | in squadra si allenamento | in squadra si allenamento | in squadra si allenamento | -  | -   | -    | - | -  | -   | -  | - |
| 2018   | SF     | 8  | 8  | 176                       | 274                       | 64,2                      | 2.277                     | 8,3                       | 13                        | 10                        | 90,8                      | 18 | -16 | -0,9 | 0 | 17 | 127 | 2  | 0 |
| 2019   | SF     | 1  | 0  | 0                         | 0                         | 0,0                       | 0                         | 0,0                       | 0                         | 0                         | 0,0                       | 3  | -3  | -1,0 | 0 | 0  | 0   | 0  | 0 |
| 2020   | SF     | 10 | 8  | 211                       | 326                       | 64,7                      | 2.437                     | 7,5                       | 12                        | 12                        | 84,1                      | 9  | 8   | 0,9  | 0 | 19 | 139 | 6  | 4 |
| 2021   | CLE    | 1  | 1  | 20                        | 30                        | 66,7                      | 147                       | 4,9                       | 1                         | 0                         | 89,2                      | 0  | 0   | 0,0  | 0 | 0  | 0   | 0  | 0 |
| 2022   | MIN    | 4  | 0  | 21                        | 25                        | 84,0                      | 224                       | 9,0                       | 1                         | 1                         | 100,7                     | 4  | 8   | 2,0  | 0 | 0  | 0   | 0  | 0 |
| 2023   | MIN    | 4  | 2  | 70                        | 104                       | 67,3                      | 910                       | 8,8                       | 5                         | 6                         | 86,6                      | 8  | 17  | 2,1  | 0 | 8  | 68  | 2  | 0 |
| Totale | Totale | 28 | 19 | 498                       | 759                       | 65,6                      | 5.995                     | 7,9                       | 32                        | 29                        | 87,8                      | 42 | 14  | 0,3  | 0 | 44 | 334 | 10 | 4 |

Fonte: Football Database

Statistiche aggiornate alla settimana 17 della stagione 2023 - In grassetto i record personali in carriera